# August Freudenthal

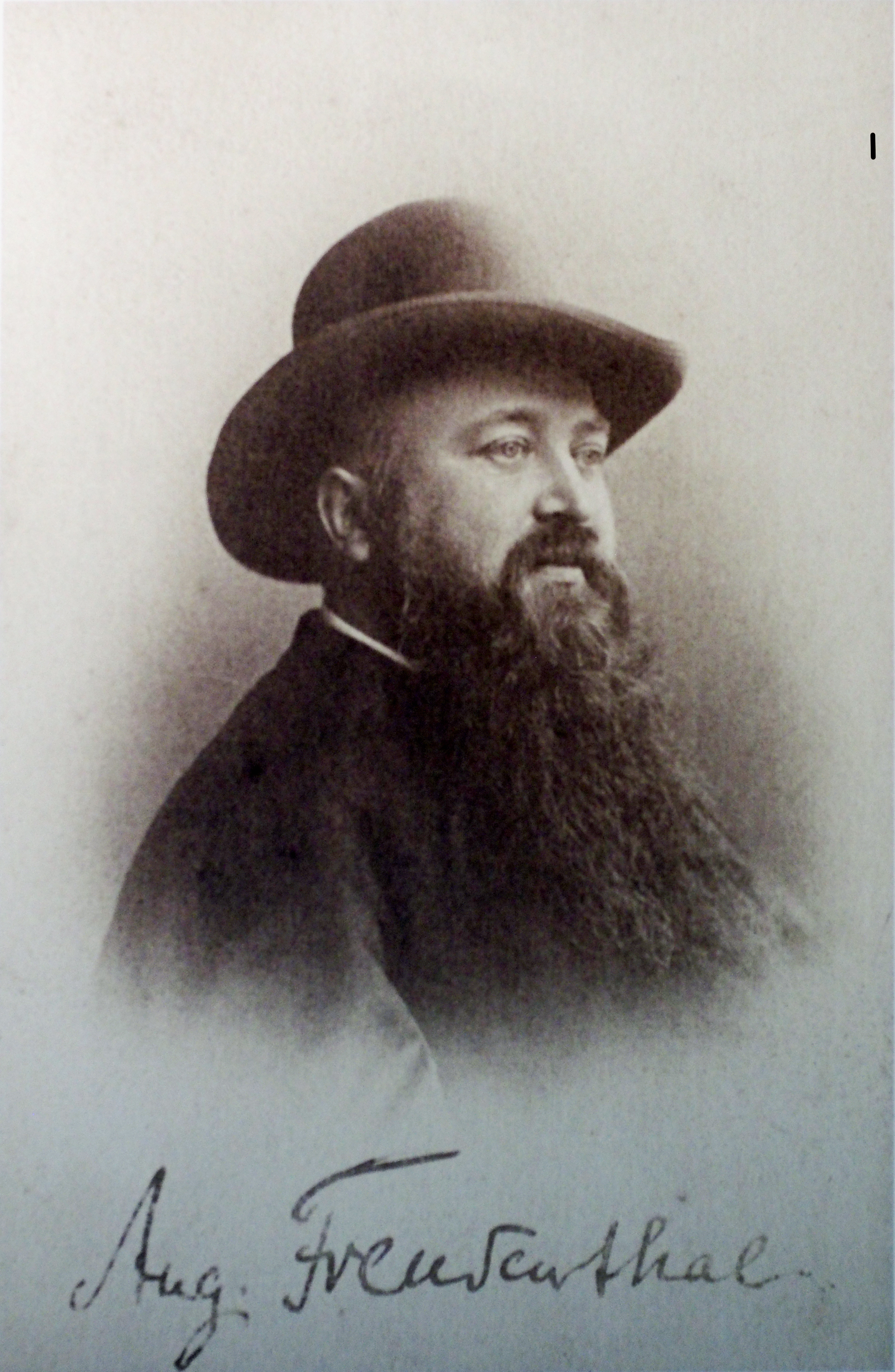
August Freudenthal

August Freudenthal (rechts) mit Bruder Friedrich

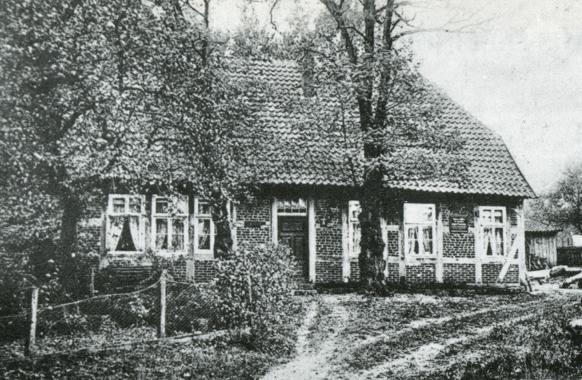
Das Geburtshaus der Freudenthal-Brüder in Fallingbostel,
Foto von 1904

August Freudenthal (* 2. September 1851 in Fallingbostel in der Lüneburger Heide; † 6. August 1898 in Bremen) war, wie sein älterer Bruder Friedrich, ein Heimatschriftsteller Niederdeutschlands, der besonders durch seine – in Standarddeutsch verfassten – Reiseberichte bekannt wurde. Er wirkte darüber hinaus als Journalist, Herausgeber und Zeitschriftengründer.

## Biografie
Sohn eines Handwerkers, kam August Freudenthal 1862 mit 11 Jahren in das kleine Heidedorf Fintel bei Soltau, wo er von seinem Großvater, der Lehrer war, so gefördert wurde, dass er bereits im Alter von 15 Jahren Hauslehrer in Luhmühlen bei Winsen/Luhe wurde.
Nach dem späteren Besuch des Lehrerseminars in Stade arbeitete er einige Jahre in diesem Beruf, wurde dann aber Mitarbeiter und später Redakteur verschiedener Bremer Zeitungen.
In den achtziger Jahren seines Jahrhunderts durchstreifte er (damals bereits Redakteur der Zeitung Bremer Nachrichten) planmäßig seine Lüneburger Heide.
Als wichtigstes Ergebnis dieser Arbeit Freudenthals kann man wohl sein – fast als programmatisch empfundendes – vierbändiges (Haupt-)Werk Heidefahrten bezeichnen (1890–1897). In diesen Reiseberichten, die heute in gewissem Sinne auch als wichtige Zeitdokumente gelten, vermischt er geschickt Sach- und Geschichtsinformationen mit seinem persönlichen Erzählstil.
Neben dieser Arbeit schrieb er einige Theaterstücke (z. B. Nach Mitternacht und Gott Zufall im Jahre 1874 mit Aufführungen in Bremen, Dresden, Hannover, Schwerin, Coburg, Wiesbaden und Posen sowie Der Herr Steuerrat, Inkognito, Zopf und Satire und Eifersucht ca. 1882–1892). Mehr Erfolg fanden aber seine lyrischen Gedichte, von denen einige später auch vertont wurden.
1875 ist er Mitherausgeber der Anthologie Bremer Dichter des 19. Jahrhunderts und Herausgeber der wichtigen Lyriksammlung Die Heide (1890).
Besonders sein Lied O schöne Tied wurde in viele Sprachen (so ins Hochdeutsche, Englische, Schwedische, Dänische, Russische und Holländische) übersetzt; viele Emigranten trugen es wohl während ihrer Schiffspassage nach Amerika auf ihren Lippen.
Außerdem verfasste Freudenthal zahlreiche andere Prosawerke über die Heide, die sehr viel gelesen wurden und er sammelte, ähnlich wie vor ihm die Brüder Grimm, Sagen und Märchen seiner Region. (Aus Niedersachsen (I) 1893; (II) 1895).
1895 gab August zusammen mit seinem Bruder Friedrich erstmals die Zeitschrift Niedersachsen heraus, die nach einer Unterbrechung von 2001 bis 2004 inzwischen vom Niedersächsischen Heimatbund herausgegeben wird. Im gleichen Jahr erschien auch sein einziges in plattdeutscher Sprache verfasstes Buch, die Heid-Ekkern.
August Freudenthal starb im Jahre 1898 im Alter von nur 47 Jahren. Seine Schriften haben vielen Menschen den Zugang zu den damals abgelegenen Heidelandschaften in Norddeutschland eröffnet.
Am 18. August 1923 wurde in der Fallingbosteler Lieth ein Denkmal zu Ehren von August Freudenthal eingeweiht, sein Grab auf dem parkähnlichen Riensberger Friedhof wurde 1938 vom Senat der Stadt Bremen in Obhut genommen.

## Werke
- Gedichte. Verlag J. Küthmann’s Buchhandlung, Bremen 1879, 165 Seiten
- Gedichte. 2. Auflage, Carl Schünemann Verlag, Bremen 1888, 280 Seiten
- Heidefahrten für Freunde der Heide geschildert, 1890–1897
- Band I: Ausflüge in die hohe Heide und in das Flußgebiet der Böhme. 1890 (Zweitauflage 1906)
- Band II: Ausflüge am Nordost- und Südwestrand der Lüneburger Heide.1892
- Band III: Ausflüge in die Flußgebiete der oberen Luhe und Oerke und in die  Heide des ehemaligen Stifts Verden. 1894
- Band IV: Ausflüge in die Wurster Heide, in das Land Uelzen und zu den     Heidehöhen im Teufelsmoor. 1897
- Heidefahrten – Sammelband. Unveränderter Nachdruck in einem Band, Rotenburg/W. 1983
- Heideckern („Heid-Ekkern“) – düt un dat in noordhannöversch Platt. 1895 (Neuauflagen 1959 und 1989)